# 鄧南光
鄧南光（1907年12月5日—1971年6月16日），本名鄧騰煇，臺灣新竹北埔客家人，出身北埔姜家（新姜）望族，臺灣攝影先驅者，與張才、李鳴雕三人有「攝影三劍客」之稱。

## 生平
攝影家張照堂評論鄧南光的作品，「充滿浪漫與落寞」，鏡頭單純，直接觸動人心，並將鄧南光攝影生涯分三個階段，一是留日時期的戰前風情，二是台灣風貌寫真，三是人像、女性特寫，其中以台灣風貌寫真最為豐碩。

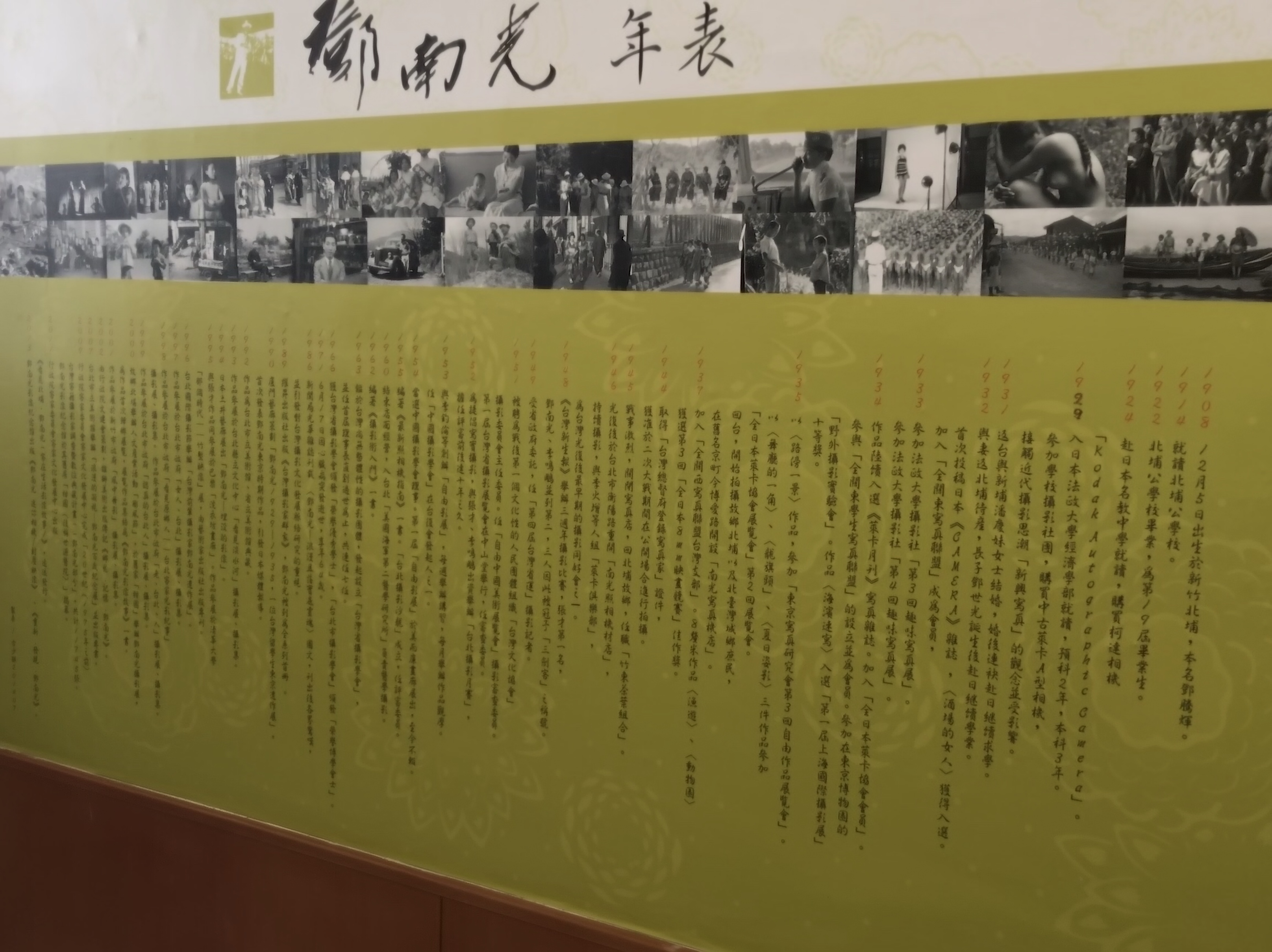
鄧南光影像紀念館的鄧南光年表，有其生卒年月日。

### 早年
鄧騰煇出生於北埔姜滿堂家族，17歲就前往日本接受高中、大學教育。鄧南光之所以喜愛攝影，應是自幼受到同樣喜愛攝影的大叔姜瑞昌影響。:8-9就讀法政大學經濟系時，參加寫真俱樂部，從此喜歡上攝影。他最初使用的相機是Kodak Autographic Camera。該年代攝影相機為奢侈品，但因家境好能給予支持，母親鄧吳順妹也賣了首飾支持。當時他每天都背著沈甸甸的相機上學，並隨時用來捕捉身邊的人、事、物。
念大學時，鄧騰煇與家住新埔的潘慶妹結婚，一起到東京，作品首次投稿日本《Camera》雜誌就入選，更激發他對攝影的興趣，用萊卡拍攝的作品也入選上海一屆國際攝影展。他的題材多元，參加比賽也頻頻獲得獎賞，還成為全日本萊卡協會與全關東學生寫真聯盟的會員。1932年，長子鄧世光出生。
鄧南光受當時甫在日本流行的攝影浪潮影響，其美學與形式強調即興、自由速寫、蒙太奇組合、中途曝光、潛意識意境等，為對保守、傳統畫意攝影的反動。身處日本的鄧南光受此攝影思想的影響，尤其以德國攝影家保羅•沃爾夫（Paul Wolff）和日本攝影家木村伊兵衛兩位攝影家的作品及觀念影響最多，並奉行木村伊兵衛所說要相機用起來跟自己身體形成一體、要成為自己眼睛或頭腦的延伸的觀念。

### 中晚年

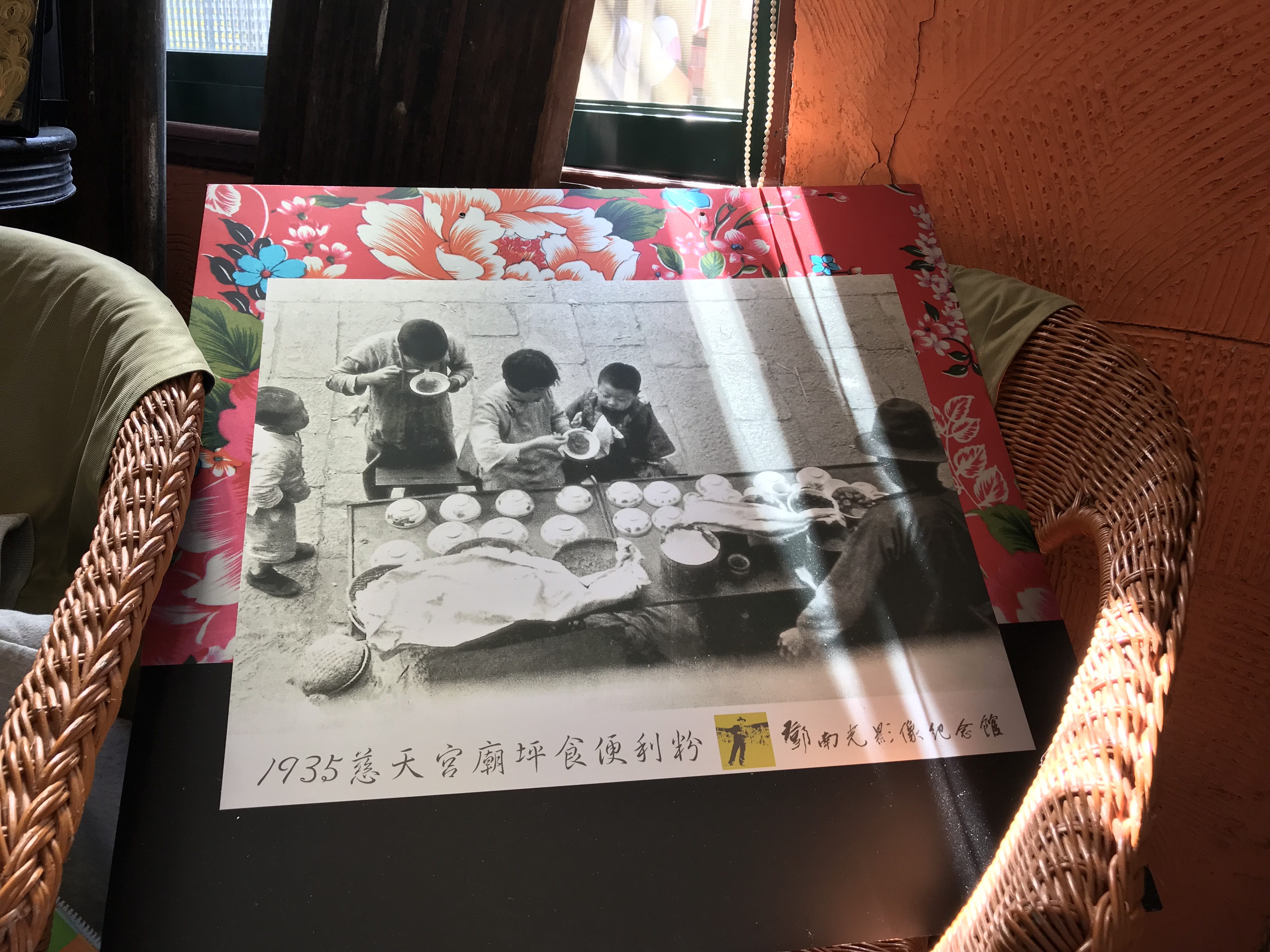
鄧南光在1935年拍攝北埔慈天宮廟坪的照片。

1935年，鄧騰煇取得學士文憑後，回到台灣，在台北京町（今博愛路）開了一家照相材料行，名為「南光寫真機店」。鄧世光回憶父親早年是用較不易潮溼的紙做的底片保存冊，來收藏底片，並以微粒子顯影技術親自沖洗，品質較佳，因此很多底片重新放大還依然一樣精細。因此店名，同好都稱「南光先生」，後鄧騰煇乾脆以「鄧南光」自稱。在《鄉愁．記憶．鄧南光》中，張照堂寫道，鄧南光店務之餘所思所想，是如何尋找拍攝題材、如何將寫實攝影在臺灣落實、如何使自己成為一個名符其實的攝影家，而他選擇用行動來解決心中的疑惑。
兒子鄧世光表示，1935年到1944年為父親攝影巔峰期，父親走訪全臺灣拍攝了近六千張底片，有台北、新竹市街販夫走卒、北埔迎神賽會、客家婦女浣衣、採茶、樵夫砍樹、燒炭、牧童放牧、中壢望族吳鴻麒、吳鴻煎兄弟送行出征的鏡頭。此外，鄧南光於1938年左右，對八釐米電影發生興趣，也嘗試拍了幾十卷，被日本當局選為台灣總督府登錄寫真家。他也曾以子女為主角，以8mm攝影機拍攝「漁遊」、「動物園」兩部動態影像作品獲獎。兩片被日本人頒獎為八釐米電影片佳作獎。後來，因二次大戰趨烈，他關閉台北的店，返回北埔故居。張照堂認為，該段時間為鄧南光創作量的顛峰階段，以相機作筆，撰寫影像日記，替該時代的臺灣情境，留下許多珍貴的見證。
戰後時期，鄧騰煇再回台北重開照相器材行，1951年獲聘為台灣文化協進會攝影委員，翌年創設自由影展社，每年舉辦一次攝影展。他投入攝影的推廣，於1952年和張才、李鳴鵰一起出錢舉辦台北攝影月賽，後由台北攝影會接辦，更名「台北攝影沙龍」，每月舉辦比賽和展覽，繼續由他們擔任評審，長達十年之久，提攜了不少年輕攝影家。鄧南光也與張才、李鳴雕三人被冠稱「攝影三劍客」。
此外，鄧南光想自組攝影團體，曾申請了好幾回，都遭警備總部駁回，只好在1953年聯合同好一起發起地下社團、名為「自由影展」同人會，輪流在每位發起人家中開會。其創辦宗旨是走出畫意沙龍，推廣樸素、富有內涵的寫實風格。大家經常帶著便當、騎著單車，到各地郊外拍照，故有「便當隊」之稱。
鄧南光拍照穩定沈著，在擔任評審時看到不佳的作品，也只淡淡地用客語婉轉說生趣（意指有意思）。他也拍攝大膽開放的戶外裸女寫真，有第一酒店酒家女和北投茶室女。1960、1970年代，當時民風保守，人體模特兒難找，連一般女性也不輕易出場給人拍照，常去到酒家消遣娛樂的會員為捕捉女性倩影，邀請的模特兒常是酒家女。
鄧南光對郎靜山高唱的畫意沙龍不以為然，不過對於暴露臺灣低賤落後的影像也不鼓勵。1965年，他在〈革新攝影風格，確認努力方向〉寫給臺灣省攝影學會員的文中，認為拍攝破爛服裝、赤腳、纏足，山胞們的紋身等等為題材，送到外國參加比賽，固然入選率高，但容易被人利用為惡意宣傳的資料，對國家民族產生一種損害。但他1956年在萬華候車室無意拍到一名盛裝女子與窮困小姊弟，形成豔麗與髒汙、富貴與貧窮對比的《艋舺》之作，儘管生前從未沖洗，卻成為他之後最知名的創作之一，不但幾次以他為名的攝影展皆甄選此作，幾本傳記也選錄。
1960年，南光寫真機店終因營運困難而關閉，鄧南光到美國海軍第二醫學院研究所負責醫學攝影工作，並自費出版兩本書：《最新照相機指南》、《攝影術入門》。另一方面，1963年，自由影展擴展為全臺灣性的聯誼組織，更名「台灣省攝影學會」，由他連任台灣攝影學會七屆理事長，直到去世。1971年因心肌梗塞逝世，妻子潘慶妹活了百歲以上。

## 影響
台灣國際視覺藝術中心主持人全會華在2003年呼籲，包括台灣攝影家鄧南光、張才、李鳴鵰、林權助、林壽益、駱香林等人，各自留下的成千上萬張原版底片，因儲存環境的限制，恐在三、四十年後毀損殆盡，政府應儘快成立攝影博物館，搶救一失去即不復得的台灣影像資產。
兒子鄧世光曾將父親昭和5年至10年的遺作，在東京的土井藝廊展出，如東京銀座、車站、後樂園等街景等戰前風情。而家族在北埔所開設的世源醫院，成了鄧南光影像紀念館，也不定期舉辦影像美學課程與影像相關活動。該館在2009年10月開放，地址是北埔鄉公園路15號。

## 延伸閱讀
- 張照堂. . 雄獅圖書. 2002. ISBN 9789574740413.
- 廖春鈴、張照堂、簡永彬、菅原慶乃. . 台北市立美術館. 2008. ISBN 9789860127867.
- 古少騏. . 遠流出版社. 2012. ISBN 9789860304824.
- 蔡榮光. . 新竹縣政府文化局. 2012.
- 夏門攝影企劃研究室. . 行人文化實驗室. 2014. ISBN 9789868641242.

## 外部連結
- 鄧南光攝影師簡介 （页面存档备份，存于） 數位島嶼
- 鄧南光影像紀念館的Facebook專頁
- 國立歷史博物館典藏鄧南光作品 （页面存档备份，存于）